# Nationalpark Gran Sasso og Monti della Laga
Nationalpark Gran Sasso og Monti della Laga eller på italiensk Gran Sasso and Monti della Laga National Park er en nationalpark beliggende med hovedparten i regionen Abruzzo i Italien. Den blev etableret i 1991, og har et areal på 2.014 km², og ligger spredt ud over provinserne Teramo, L'Aquila, Pescara og små områder i Rieti og Ascoli Piceno. Terrænet er overvejende bjerge i Abruzzerne, og omfatter alpine områder.
Nationalparken administreres af Ente Parco Nazionale Gran Sasso e Monti della Laga, der har hovedkvarter i Assergi, L'Aquila.
Hovedvejen Strada Maestra del Parco fører gennem parken mellem bjerget Gran Sasso og bjergkæden Monti della Laga i den centrale del af Appenninerne. I området ligger også forskningscentret Laboratori Nazionali del Gran Sasso, der leder efter mørkt stof.

## Geografi
Parken er et af de største beskyttede områder i Europa, og er centreret omkring bjergmassivet of the Gran Sasso, som dominerer det omliggende landskab; det stiger stejlt over de enorme græsgange på Campo Imperatore. Det er klipperige områder udsat for vind og store mængder sne. Gletsjeren Calderone ligger lige neden for den højeste top, Corno Grande, og den regnes for at være Europas sydligste gletsjer. På nordsiden ses profilen af Monti della Laga-kæden, hvor tusinder af trækfugle raster ved bredderne af Lago di Campotosto. Området dækkes af skove af bøg, ædelgraner, frynseeg og kastanje. Der er over 200 km ridestier i parken.

## Natur
Parken er et af de biologisk mangfoldige områder i Europa. Klimaet ligger mellem middelhavs- og centraleuropæisk klima. Parken rummer mere end 2000 plantearter, hvoraf nogle kun findes i dette område, f.eks.Abruzzo Edelweiss. Der er sjældne dyrearter i parken som Abruzzo gemse, italiensk ulv (Canis lupus italicus), Marsicansk brun bjørn (Ursus arctos marsicanus), rådyr, vildkat, vildsvin, ræve og egern. Notable fugle er kongeørn, hvidrygget flagspætte, duehøg, musvåge vandrefalk. Der findes også mange arter af insekter, f.eks. apollo sommerfugl.

## Kommuner i parken
- Provinsen L'Aquila

Assergi, Barete, Barisciano, Cagnano Amiterno, Calascio, Campotosto, Capestrano, Capitignano, Carapelle Calvisio, Castel del Monte, Castelvecchio Calvisio, L'Aquila, Montereale, Ofena, Pizzoli, Santo Stefano di Sessanio, Villa Santa Lucia degli Abruzzi
- Provinsen Ascoli Piceno

Acquasanta Terme, Arquata del Tronto
- Provinsen Pescara

Brittoli, Bussi sul Tirino, Carpineto della Nora, Castiglione a Casauria, Civitella Casanova, Corvara, Farindola, Montebello di Bertona, Pescosansonesco, Villa Celiera
- Provinsen Rieti

Accumoli, Amatrice
- Provinsen Teramo

Arsita, Campli, Castelli, Civitella del Tronto, Cortino, Crognaleto, Fano Adriano, Isola del Gran Sasso d'Italia, Montorio al Vomano, Pietracamela, Rocca Santa Maria, Torricella Sicura, Tossicia, Valle Castellana.